# Becsapódási kráter

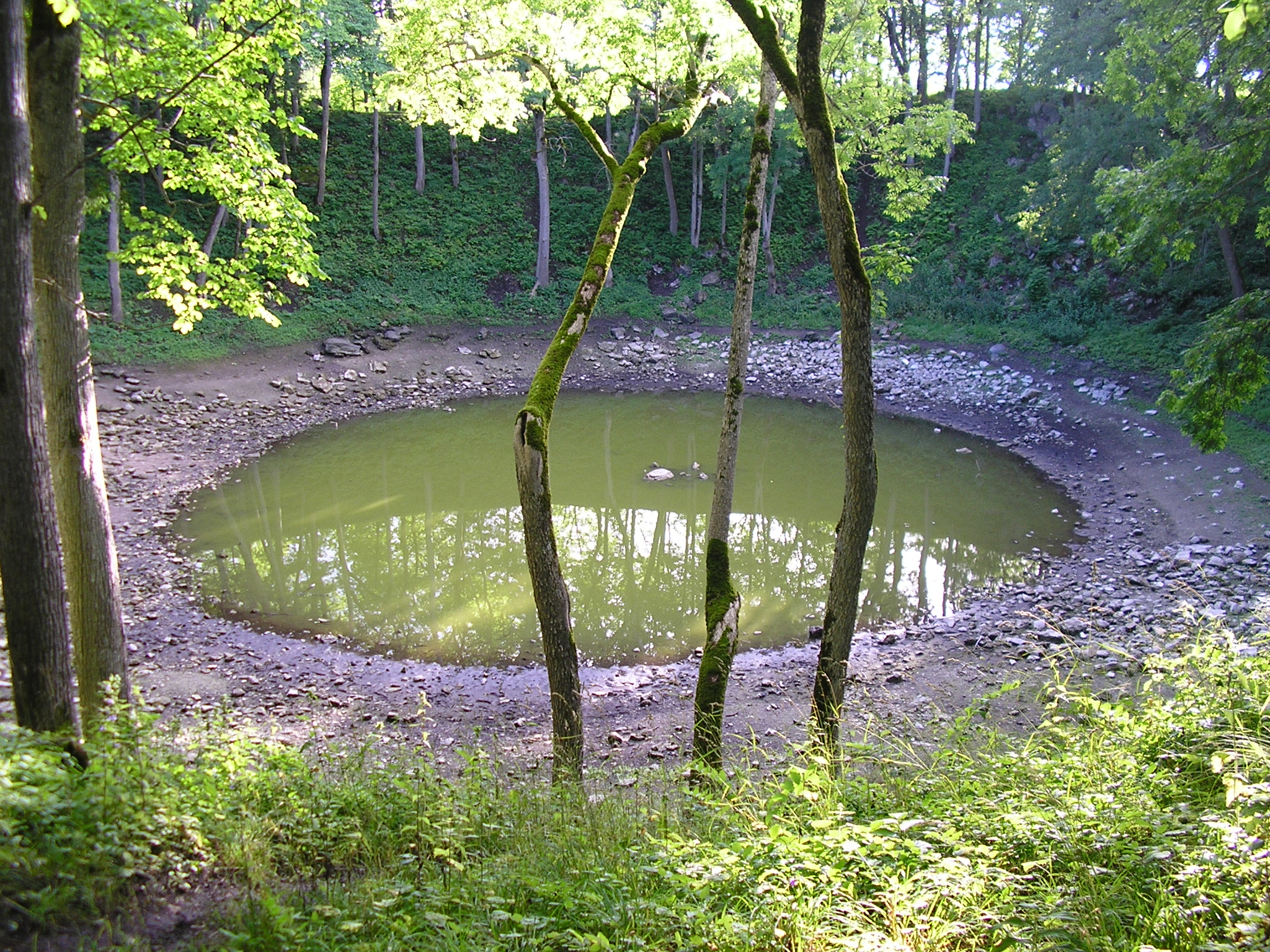
A Kaali-meteoritkráterek fő becsapódási krátere az észtországi Saaremaa szigetén

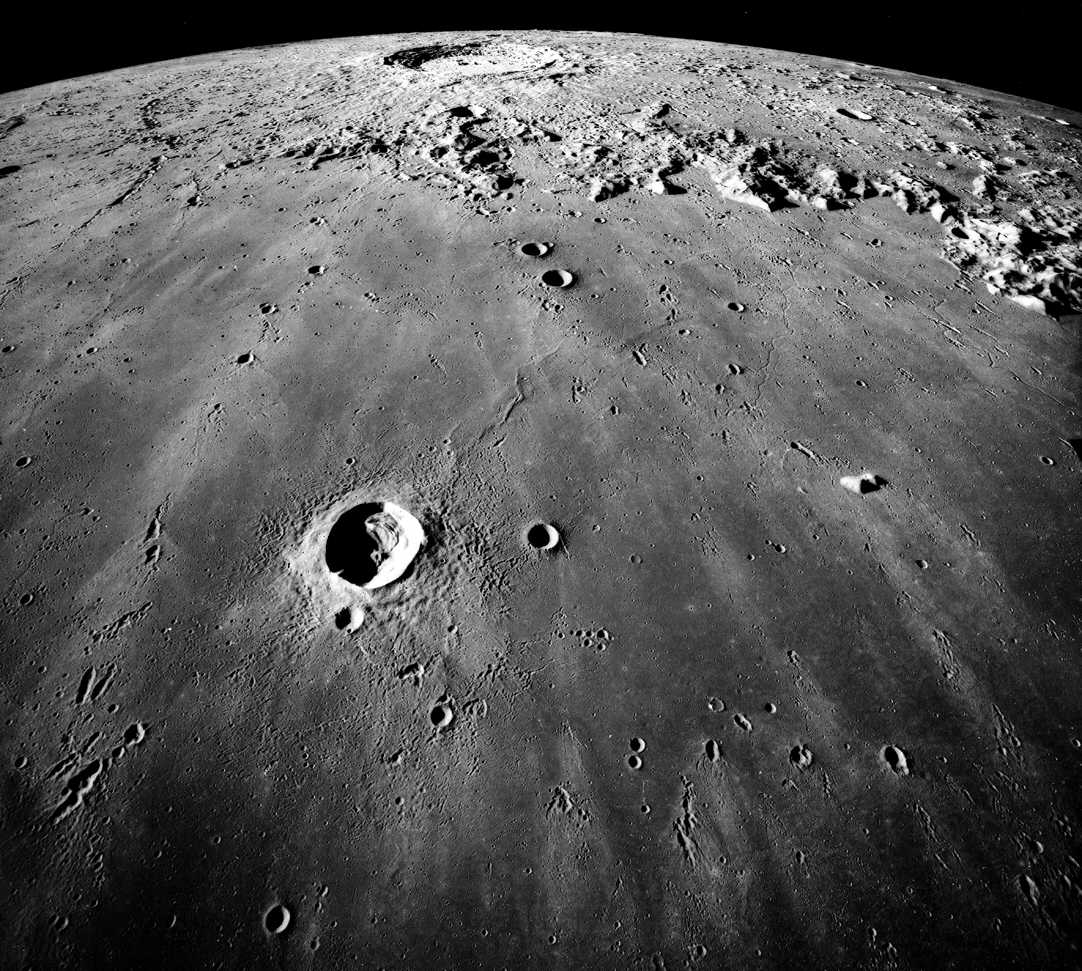
Becsapódási kráter a Holdon, az Esők tengerében (Apollo–17)

A becsapódási kráterek olyan kráterek, amelyek kozmikus anyagoktól – meteoroktól, üstökösöktől vagy kisbolygóktól – származnak. Megszokott domborzati formák a szilárd égitesteken (beleértve a Földet és a holdakat is).
A Földön a Yucatán-félszigetnél található a Chicxulub-kráter, melynek keletkezése talán kapcsolatban áll a K–T-kihalással. A Földön kevesebb épen maradt kráter van az időjárás erodáló hatása miatt. A holdi tengerek is nagyrészt becsapódások során jöttek létre. Elterjedt módszer a bolygófelszínek korának a meghatározása a kráterszámlálással. (Minél több kráter van egy felszínen, annál öregebb.)

## Felfedezés
Galileo Galilei volt az első, aki a távcső megjelenése után, 1609-ben először fordította azt a Hold felé, és így először pillanthatta meg a Hold krátereit. A kráter szót a szerkezetre először Johann Hieronymus Schröter használta 1791-ben. A kráterek eredetére vonatkozó első tudományos elmélet a 17. századi angol Robert Hooke nevéhez fűződik: ő kísérletezései alapján olvadt felszínen lassan kiáramló gáz megfagyott buborékainak nyomaiként értelmezte őket.

### A kezdetek: a földi kráterek keletkezésének kutatása
A vulkáni kráterekhez való hasonlóságuk miatt évszázadokig vulkanikus eredetűnek – kürtőnek vagy beszakadásos kalderának – gondolták valamennyi krátert a Holdon, vagy korabeli nevén, gyűrűhegyet, körhegységet. Közéjük tartozott Cholnoky Jenő is, aki nem fogadta el az arizonai Barringer-kráter kozmikus eredetére vonatkozó elméleteket, és maga melegforrás-tölcsérnek tartotta. Az égből hulló kövek kráterképző voltát nem is lehetett könnyű elfogadni.
A becsapódás folyamata és hatása a 19. században leginkább az üstökösök Földdel való találkozása kapcsán merült fel. Több ilyen témájú tudományos-fantasztikus könyv is született, mely a kor vezető elméleteinek megfelelően írta le az eseményt. A csillagász Camille Flammarion (1894.) egy regényének tudósa mondja:
„Lesz ugyan találkozás, összeütközés és lokális szerencsétlenség, de ezen kívül más semmi. Egy földrengéshez, vulkánkitöréshez vagy borzasztó szélvészhez fogható esemény lesz az egész (…) [Az üstökös darabjai] légkörünket áthasítva oly ellenállással találkoznak, hogy … nem is hullanak le a talajra, hanem már előbb apró részekre robbannak. A hulló test előtt légnyomás van, mögötte légüres tér. A mozgó test kívülről meggyullad és fehérizzóvá lesz, a légüres térbe visszacsapó levegő mennydörgésszerű hatalmas zajt okoz, robbanások és széthullás következik be, a fémanyagok elég sűrűek lévén ahhoz, hogy ellenálljanak, lehullanak, a többiek pedig gőzzé válnak …  mielőtt a légkörünk alsó rétegeit elérhetnék. (…) Valószínűleg egész légkörünk lángba borulna tőle… A levegő oxigéntartalma táplálná is  a tűzvészt. A levegő hőmérséklete több száz fokra emelkednék föl. A tengerek, tavak, folyók elkezdenének forrni… Ime ez történnék a Földdel, ha egy olyan üstökös találkoznék [vele], mint amilyen az 1811-ik évi volt.”
Végül az esemény így zajlik le a regényben:
„A látóhatárt kékes tűzkoszorú fogja közre: [az üstökös csóvájában lévő] széndioxid vegyül az oxigénnel. Mindenütt fullasztó kénszag. Ugyanakkor tűzeső, csillagzápor indult meg az égről. Ennek legnagyobb része nem jutott el a talajra, de számos meteor bomba módjára szétrobbant és födeleket átütvén csakhamar mindenfele tűzvészt okozott. A Földnek az üstökös felé fordult félgömbjén a találkozás órájában széltében tikkasztó szárazság, fojtó hőség és gyötrő kénszag uralkodott és mindenki letargiába esett. … a másik félgömb ezalatt csaknem teljesen érintetlen maradt.” (v. ö. 60. old.!)

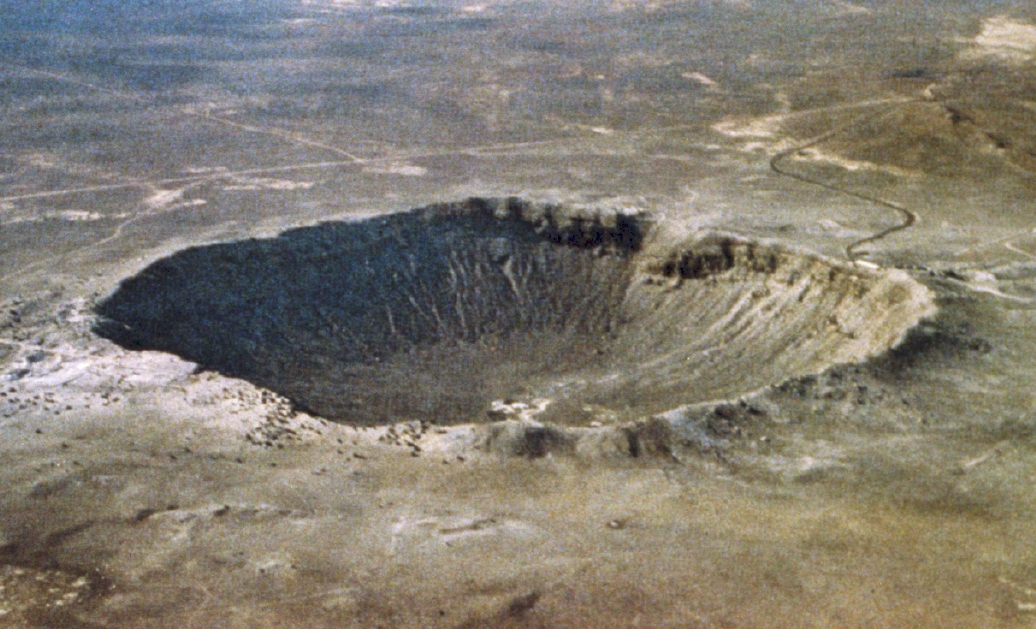
Az arizonai Barringer-kráter

1876-ban Richard Proctor vetette fel először a kráterek becsapódásos (impact) elméletét. Ő közölt először “realisztikus” rajzokat a holdi kráterekről. Később laboratóriumi kísérletek sorozatával igazolták a holdkráterek becsapódásos eredetét. A becsapódási elmélet első amerikai támogatója Grove Karl Gilbert (USGS) volt, aki a becsapódással laborkísérleteket is végzett az 1890-es években. Ő a Meteor Krátert (akkori nevén Coon-hegységet) először becsapódásos eredetűnek tartotta, de később nézete megváltozott, és posztvulkáni-gőzkitöréses eredetűnek gondolta. Fő ellenvetés az volt a becsapódásos elmélettel szemben, hogy a különféle szögekben történő becsapódáskor többségben nem kör alakú kráter .Egy közeli, vulkanikus eredetű krátercsoport ( is hozzájárult ezen nézetének kialakulásához. Az Imbriumot viszont becsapódásos eredetűnek tartotta, ellentétben az akkoriban elfogadott vulkáni magyarázattal.
Az első általánosan becsapódásosnak elismert földi kráter ez, a Daniel M. Barringerről elnevezett (Meteor)-kráter volt. A kráter körüli vasmeteorit-darabok alapján Barringer azt remélte, hogy a kráterben megtalálja a becsapódó test nagy mennyiségű vas-anyagát, így számos próbafúrást végzett a kráterben az 1920-as években. Vasat végül nem talált. A kráter területe ma is az ő leszármazottai tulajdona. Barringer kérésére a brit Forrest Moulton 1929-ben kiszámolta, hogy mi történhetett a becsapódó testtel, és azt találta, hogy a másodperc törtrésze alatt felszabaduló energia elpárologtatja mind a becsapódó testet, mint a kőzetet, amelybe becsapódik, így nyoma nem marad, csak a becsapódás irányától függetlenül kerek kráter. Barringernek az elvégzett számításait nem adta oda, csak 1931-ben írta meg népszerűsítő csillagászati könyvében. A szakma nem figyelt fel rá, akárcsak Alfred Wegener elméletére, amely a holdkrátereket becsapódási eredettel magyarázta.
1935-ben John D. Boon és Claude C. Albritton hét földi szerkezetről állította, hogy erodált becsapódásos kráterek. Ők az asztrobléma („csillagsebhely”) elnevezést használták rájuk, amely Magyarországon is elterjedt, elsősorban a földtudományi használatban. 1938-ban „A csillagos ég” című 480 oldalas magyar kézikönyv két bekezdést szentel a krátereknek: 
“Egyes nagy tömegű lehullott meteorok olyan nagy erővel csapódhatnak a talajba, hogy mély tölcsérformájú mélyedést vájnak. Ez idő szerint öt, minden kétséget kizáró »meteorkrátert« ismerünk. (…) Az említett meteorkráterek egyidőben fontos szerepet játszottak a Hold felületén levő kráterek kialakulásának magyarázatában is, mert feltételezték, hogy ezeket a krátereket a Holdra zuhant meteorok vájták. Ma ez az elgondolás elavult.”

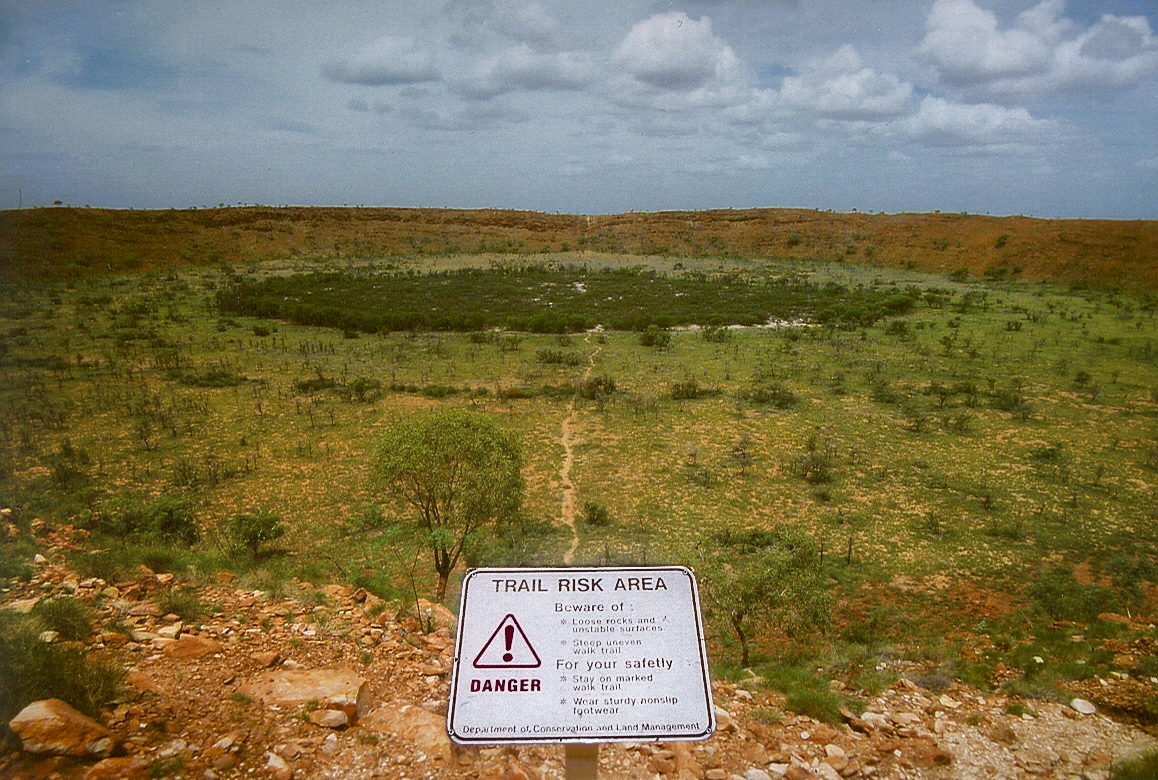
Wolfe Creek-kráter, Ausztrália

Az 1920-as években fedezték fel az Odessa-krátert (Texas), majd légi fényképezésben 1947-ben a Wolfe Creek-krátert Ausztráliában. Az 1950-es évekre körülbelül 10 becsapódásos krátert ismertek a Földön. Ekkoriban már ismertek olyan kriptovulkáninak nevezett kerekded, dombszerű alakzatokat, melyek a környezetüknél mélyebben fekvő rétegekből álltak (Vredefort-dóm, Dél-Afrika; Serpent Mound, Ohio, USA stb.). Előbb lassú, vulkáni folyamatokban felfelé nyomott rétegekkel magyarázták, de később kiderült, hogy vulkanizmus nem játszott szerepet keletkezésükben.
1937-ben Boon és Albritton már becsapódás mellett érveltek. Később e „kriptovulkáni” szerkezetekről kiderült, hogy erősen erodált kráterek központi zónái, melyek törmeléktakarója, sánca már leerodálódott, és csak központi, egységesen kiemelt területének egy mélyebb rétege maradt meg. Már ekkor is ismertek voltak a tektitek, a becsapódáskor kivetett olvadékcseppek, de őket villámcsapáskor megolvadt légköri porszemcséknek tartották.

### A becsapódási kráterek kutatása az űrkorszakban
A holdi medencék becsapódásos eredete először 1949-ben merült fel. A medencéket geológiai sztratigráfiai térképezésre először Eugene Merle Shoemaker használta, aki 1961-ben megalapította az USGS (Egyesült Államok Geológiai Szolgálata) asztrogeológiai ágát, és ő volt az, aki a PhD dolgozatában a Barringer-kráter becsapódásos eredetét is bizonyította.
Ekkoriban még nem gondoltak rá, hogy más égitesteken is a holdihoz hasonló gazdagságban találhatók kráterek. Ezt a Mariner–4 Marsról (1965.), majd a Mariner–10 Merkúrról (1974–75.) készített fényképei mutatták meg. Ezek után vált csak egyértelművé, hogy a becsapódásos kráterek általános jelenségek a Naprendszer égitestein.
1962-ben, a holdi többgyűrűs medencék (Orientale) első felismerésekor Harold Urey még hevesen vitatta e medencék létezését. Idehaza Hédervári Péter a nagyobb égitesteken a vulkáni keletkezéses magyarázatot a becsapódásossal legalábbis egy szinten említendőnek tartotta a kráterek földi kalderákkal való hasonlósága miatt. Héderváriról később krátert neveztek el a Holdon (Hédervári-kráter).
A becsapódásos kráterek felismeréséhez három eltérő tudományág eredményei vezettek az 1960-as években: a holdkráterek távcsöves megfigyelése; a földi kráterek geológiai és kőzetmikroszkópiai megfigyelése (ezen belül legfőképp a sokk-metamorfózis hatásainak felismerése, amelyet bizonyító jellegűnek fogadnak el); és a becsapódás folyamatának fizikai modellezése. E három terület azóta jelentősen kibővült. Az űrszondás megfigyelések mind részletesebb képet és mind több égitest-példát adnak, így a Naprendszert egyfajta „ingyenes óriáslaboratóriumként” használhatják a kutatók. A távérzékelési műholdak révén pedig saját Földünket is „kívülről” láthatjuk (ezáltal a kerek alakzatokat jobban felismerhetjük). A földi geológiai munka módszerei alkalmazhatók lettek más égitesteken: az Apollo-programban a Holdról hoztak mintákat, a Marson roverek helyben vizsgálják a kőzeteket.
Már a Google Earth segítségével is találtak becsapódási krátereket, a 260 méter átmérőjű Hickman-krátert Nyugat-Ausztráliában Arthur Hickman ausztrál geológus fedezte fel, szintén Ausztráliában Mike Fry geológus talált egy 2 kilométer átmérőjű, kráterszerű szerkezetet, ennek vizsgálata 2008 végén folyamatban volt.
A becsapódás modellezésében pedig már szuperszámítógépek is részt vesznek. Ma már kevéssé jelentős, de az 1960-as években mind amerikai, mind szovjet oldalon a becsapódás folyamatának és a krátereknek a megismerését segítette a föld alatti kísérleti hagyományos és atomrobbantások vizsgálata. A létrejövő szerkezetekben (például Baker, Dialpack, Suffield, Prairie Flat, Snowball stb.) a központi szerkezeti kiemelkedés, a kráterperemi suvadások is megfigyelhetők voltak.
Az Eötvös Loránd Geofizikai Intézet kutatói a Baranya vármegyei Magyarmecske és Téseny között egy kör alakú, koncentrikus ellenállás-anomáliát találtak, amelyről feltételezik, hogy egy becsapódási kráter nyoma. Ha ez beigazolódik, akkor itt lenne az első ilyen kráter a Kárpát-medencében, és az első a világon, amelyet műszerekkel fedeztek fel. A további, más módszerekkel is végzett mérések kimutatták, hogy körülbelül 500 méter mélységben, egy körülbelül 3 kilométer átmérőjű közel kör alakú területen az alaphegység ellenállása legalább két nagyságrenddel kisebb, mint az várható lenne, és ugyanebben a zónában a kőzetek szilárdsága és sűrűsége is kisebb.

### A becsapódási kráterek kutatása napjainkban
Ma is csak a valósnál nagyságrendekkel kisebb mérettartományú laboratóriumi kísérletek, katonai robbantási kísérletek, valamint elméleti modellek igazolják a kráterek becsapódásos eredetét, hiszen még senki sem látott szilárd felszínű bolygótestbe történő kráterképző becsapódást. A Deep Impact szonda becsapódó egységének 2005-ös ütközése a Tempel 1 üstökössel az első, bár mesterségesen létrehozott, a becsapódás pillanatában megfigyelt ilyen esemény (a kráterről már nem készült kép).
A becsapódásos eredet melletti erős elméleti érv , hogy olyan apró, differenciálatlan égitesteken (törmelékeken) is találunk krátereket, melyeken vulkáni aktivitás nem lehetséges. A vulkanikus és becsapódásos kráterek pusztán morfológiai alapú megkülönböztetése még ma sem teljes egyértelműséggel megoldott.
Ma egy képződményről makro- és mikromorfológiai, geofizikai, kőzetmikroszkópiai, geokémiai mérésekkel bizonyítható becsapódásos eredete. A legfontosabb becsapódás-indikátorok a sokk metamorfizált kvarc (PDF-ek), a kráter, geofizikai anomália, impakt breccsák, nyomáskúpok, az azonos korú üledékrétegben szferulák, irídium-anomália, megacunami-üledékek (tengeri becsapódásnál). A becsapódásos képződmények földtani kutatásával foglalkozó tudományág neve impakt sztratigráfia.
A nagy kihalások becsapódással való magyarázatát a 20. században sokáig a meghaladott, 19. századi katasztrofista elméletekhez hasonlóan elfogadhatatlannak, bizonyíthatatlannak és nevetségesnek tartották. A korszak fő geológiai alapelve Lyell uniformitarianizmusa volt.
Az első K/T határbéli geológiai bizonyítékok megjelenésével ez a nézet lassan megváltozott. Bár Alvarezék cikküket úgy fejezik be, hogy az irídiumgazdag réteghez tartozó forráskráter megtalálása valószínűtlen, pár éven belül egy mexikói olajtársaság kutatásai alapján sikerült egy pont ilyen korú, jelentős méretű (a korábbi modelleknek megfelelő) krátert, a Chicxulub-krátert megtalálni a Yucatán-félszigetnél, a felszín alatt. 
Ma egyre nagyobb teret hódít a neokatasztrofizmus – bár ma sem állítható egyértelműen, hogy például a Kréta–tercier kihalási eseményért csak a becsapódás lenne felelős.

## Sugársávok
A kráterekhez hasonlóan bizonytalanság jellemezte a holdi sugársávok keletkezésére vonatkozó elméleteket. A legkülönbözőbb elképzelések láttak napvilágot a 19–20. század folyamán: sókipárolgás, láva- vagy kristály kitöltés, törések mentén történő hamu vagy porkilövellés, ill. a kráterből kivetett, porrá tört anyag leülepedése.

## A kráterek eredete magyar tankönyvek szerint
(Egy paradigmaváltás tükröződései)
- 1853. “A hold hegyeinek vulkáni eredetét majdnem bizonyosnak mondhatjuk.” (Schrödler Frigyes. Ford: Jánosi Ferenc, Mentovich Ferenc, ifj. Szász Károly: A természet könyve Pest)
- 1902. “A kör alakú mélyedések régen kialudt vulkánok kráterei. A Hold hegyei vulkáni eredetűek. Az óriási gyűrűhegységek zilált alakja s a kráterek roppant száma azt bizonyítják, hogy a Hold még iszonyúbb és rombolóbb vulkáni működésnek volt színtere mint a Föld.” (Baló - Miklós: Csillagászati földrajz)
- 1918. “Ezek a kráterek vulkanikus eredetűek, melyek még akkor keletkeztek, mikor a Hold folyékony anyagát gyenge kéreg vonta be s a Föld erős vonzása következtében e vékony kéreg repedésein minduntalan előbuggyant a Hold belsejének folyós anyaga.” (Márki: Földrajz)
- 1951. “A holdcirkuszok gyűrűalakja [eredetére] két feltevést ismerünk. Az egyik szerint ezeket a krátereket nagy köveknek (meteoritoknak) a bolygóközi térből a Holdra való esése okozta… A másik szerint ősidőkben lefolyt hatalmas vulkanikus működések hatására keletkeztek. Bizonyos feltételek között ezek a működések nem kitörésekben, hanem lávaömlésekben nyilvánultak meg. E feltevés szerint, amit A. P. Pavlov akadémikus, szovjet csillagász dolgozott ki, a holdcirkuszok kihűlt lávatavak.” (1951/53 Voroncov-Veljaminov: Csillagászattan)
- 1976. “A krátereket kétféle erő, belső (vulkanikus) és külső (nagyméretű meteoritok becsapódásából eredő) hozta létre.” (Fuha–Kertész: Fizika) (Bratislava)
- 1998. “A regolitot elképesztő méretű bolygókezdemény-zápor hozta létre a Hold kialakulásával egyidőben … Ezeket a képződményeket legtöbbször meteoritek becsapódása alakította ki.” (Szili: Földön innen…)

## Morfometria
A kráterek morfometriai vizsgálatakor (alakja különféle mérhető jellemzőinek meghatározásakor) más égiteseken csak távérzékeléses adatokra (optikai, infravörös és radar tartományban készített képekre ill. lézeres magasságmérésre) támaszkodhatunk. A képeken mérések akkor végezhetők, ha azokat egységes ortogonális vetületűvé alakítjuk. Ha lézeres magasságmérési adat nem áll rendelkezésre, a kráter domborzati jellemzői mérhetők árnyékhosszméréssel, fotoklinometriával (a lejtésszögre a felszín árnyékoltságából következtetve) vagy sztereó képpárból történő magasságméréssel (Schenk 1990, 1996 stb.).

## Terminológia

### Történeti osztályozás
A kráterek első részletes modern osztályozását az 1960–70-es  években végezték el amerikai és orosz-szovjet kutatók. A távcsöves észlelésekből már ismertek voltak a kráterek fő jellegzetességei. Howard (1974) azt vizsgálta, hogy ezek a jellemzők milyen méretnél jelennek meg és tűnnek el. Arthur (1963–66) római számokkal jelölt osztályokat állított fel. Az egyszerű-komplex elkülönítést először Dence (1965) használta, földi kráterekre (Melosh, Ivanov 1999).
Hartmann és munkatársai (1962, 1971) hozták létre a ma is használatos fő osztályokat (például multiring basin, peak ring crater stb).
A szovjet Florenszkij, Bazilevszkij és Grebennyik (1976) munkájára ma már leginkább csak az orosz szakcikkekben hivatkoznak, ezért említjük ezt ebben a történeti fejezetben. Ők a Lunar Orbiter és Zond–8 szondák képei alapján végezték el a holdi kráterek osztályozását. Minden típust a típuskráterről neveztek el. Ezek leírását munkájuk alapján adjuk meg egyszerűsítve (ezeket ma már csak az orosz szakirodalom használja, az is leginkább a Dawes-típust):
- Schmidt-típus:egyszerű tál alakú kráter. Átmérőjük pár métertől max. 20 km-ig terjed. Éles, nem teraszos, fokozatosan az aljzatba átmenő peremmel. Típuspéldája még a Marius-A kráter valamint a Barringer-kráter.
- Dawes-típus: hullámos felszínű, konvex aljzatú. Egyenes lejtőjű. A lejtők néhol terasszal, hirtelen csatlakoznak az aljzathoz. Általában 10–15 km, max. 40 km átmérőjűek. (Ma inkább jellegzetes csuszamlási jelenségei miatt használják a Dawes-típus elnevezést.)
- Römer-típus: központi csúcsos, teraszos fallal. 20–55 km átm.
- Tycho-típus: központi csúcsos, szabdalt aljzattal, mely lávafolyásos területre emlékeztet. 25–100 km.
- Copernicus-típus: mint Tycho, a központi csúcs kevésbé kifejezett, inkább kisebb csúcsok halmaza. 35–100 km.
- Plato-típus: Nincs központi csúcs. Felszíne sima (talán láva miatt). 19–100 km.

Az 1990-es évekre a marsi lebenyes kráterek terminológiája egyre áttekinthetetlenebbé vált, ezért ennek egységesítésére a Mars Crater Consortium tett kísérletet (Barlow 2000) (lásd: lebenyes kráter).

## Nevezéktan, térképezés
A kráter szó a görög kratérből (κρατηρας) (lakomák bor- és víz vegyítésére szolgáló edénye) ered. Az űrkorszak előtt a holdi krátereket gyűrűshegynek is nevezték, valamint az orosz nyelvhasználatban – és onnan fordítva magyar kiadványokban is – cirkusznak is.
1645-ben Michael van Langren készítette el az első nagyszabású Hold-térképet. Ő vezette be a  mare/terra fogalmat, de a tulajdonnévi tagok, ill. a kráter-elnevezései (híres, akár még élő emberekről, szövetséges uralkodókról ill. földi helyekről, nagyvárosokról) nem élték túl őt. Más nevezéktant javasolt a lengyel Hevelius Selenographia című térképein (európai földrajzi neveket) – nevezéktanát protestáns országokban a 18. századig használták. A mai nevezéktan alapja F. Grimaldi (térkép) és Giovanni Battista Riccioli (nevezéktan) 1651-es térképe, amelyben csak már elhunyt tudósokról és filozófusokról nevezte el a krátereket; 1838-ban Beer és Mädler, térképük után egyfajta holdi kráter-adatbázist is közzé tettek, amelyben a kisebb (másodlagos) krátereket nagybetűkkel jelezték. Julius Schmidt 1878-ban jelentette meg nagy Holdatlaszát, amelyben több mint 30 ezer krátert ábrázol. Az IAU 1935-ben tette közzé Mary Blagg 1913-ban készült munkája alapján a korábbi, különféle rendszerek egységesített, ma is hivatalos változatát. Az 1960–70-es években a Hold túloldalának fényképezésével a szovjet kutatók elsősorban szovjet neveket adtak az ottani alakzatoknak, ezért egy bizottság jött létre, hogy megőrizze a nevek nemzetköziségét: végül többségében amerikai és orosz nevek kerültek a térképre, de mindkét bizottsághoz ajánlásokat tehettek más nemzetek tudósainak neveire is: így kerültek – mindkét félhez történt ajánlások révén – magyar nevek is a Hold túloldalának a térképére. Az alapszabály az, hogy csak már elhunyt tudósokról kaphatnak nevet a kráterek (Néhány esetben még élő amerikai vagy orosz űrhajósok esetén tettek kivételt) (Greeley, Batson 1990).
A többi égitest esetében csak az 1960-as évek óta ismerünk krátereket, így azok neveit kezdettől egy bizottság adta, tehát nincs olyan történeti gyökerük, mint a holdiaknak, viszont ezek is általában Riccioli elveit követik.
Az IAU csak a legnagyobb, illetve a szakirodalomban legtöbbet elemzett krátereknek ad külön elnevezést – bolygótestenként más szabályok alapján. A kisebb kráterekre a legtöbb esetben koordinátájával lehet hivatkozni. A marsi és holdi leszállóhelyek közelében található krátereket az adott program résztvevői nevezték el “informálisan” (operational names), de ez maradt a hivatalos elnevezésük is. “Kilóg” a hivatalos nevezéktanból a Titánon elsőként felismert nagy medence, a közelmúltban nem hivatalosan elnevezett Circus Maximus is, ill. az Itokawa kisbolygó japán nevezéktana.

## Kráter-katalógusok
A becsapódások – pontosabban meteorithullások – első katalógusa 1861-ben jelent meg (Greg 1861).

### Orosz katalógusok
A legteljesebb orosz marsi kráterkatalógus az Marsi kráterek morfológiai katalógusa amely az összes (19 ezer) 10 km-es vagy annál nagyobb kráter adatait tartalmazza. Ezekre SAI-indexük alapján lehet hivatkozni (a SAI a Sternberg Astronomical Institute rövidítése, ahol a katalógus készült). Ez csökkenő átmérő szerint tartalmazza a marsi krátereket a 470 km átmérőjű Huygenstől (SAI 1) egy 10 km átmérőjű kráterig (SAI 19308). A katalógis adatbázisa az internetről letölthető. Ugyanez a csoport készítette el a 15 ezer db 10 km-nél nagyobb holdi kráter katalógusát is Zond és Lunar Orbiter felvételek alapján.

### Amerikai katalógusok
A Nadine Barlow által a Viking Orbiter képek segítségével 1982 és 1986 között összeállított Catalog of Large Martian Impact Craters 1.0 összesen 42283 db, 5 km-nél nagyobb marsi kráter adatait tartalmazza, mert így még valószínűleg mentes a másodlagos kráterektől. A katalógus eredeti célja méret-gyakoriság eloszlási görbe összeállítása volt, és segítségével a marsi relatív kormeghatározás pontosítása. Az eredeti katalógust a Mars Global Surveyor és Mars Odyssey új adatai alapján felújították. Az új (2.0-s) verzió pontosabb domborzati adatok mellett ásványtani és  –  infravörös mérések alapján – termofizikai adatokat is tartalmaz.
A David Roddy és Nancy Isbell által összeállított másik katalógus 4300 kráter bedigitalizált adatait tartalmazza. Eredeti célja a kráterek keletkezésének mechanikai szempontok szerinti vizsgálata volt.
Ezeken kívül számos, több ezer marsi krátert tartalmazó katalógus létezik, melyek különféle szempontokra helyezik a hangsúlyt (lebenyes törmelékterítő, lepusztultság). Ezekre hivatkozások találhatók a Mars Crater Morphology Consortium honlapján.
A marsi kráterek adatbázisát tartalmazó szoftver – pontosabban több amerikai adatbázis adatait, így MOLA adatokat is tartalmazó GIS (Integrated Crater Catalog) – az „IMPACT” (Interactive measurement, profiling, and analysis of crater topography). Az interneten is hozzáférhető további képes adatbázisok: Venus Crater Database, Venus Crater Database, Callisto Crater Database, Ganymede Crater Database, Digital Lunar Orbiter Photographic Atlas of the Moon. A John Spray által vezetett kanadai Earth Impact Database (EID 2003) a földi becsapódásos kráterek “hivatalos” katalógusa, mely csak a minden szempontból bizonyítottan becsapódásos kráterek adatait és referenciáit tartalmazza. Jarmo Moilanen online katalógusa a valamilyen szempontból kérdéses (57 db probable/ 289 db possible) krátereket is tartalmazza és azokat is, melyekről egykor felmerült, hogy becsapódási eredetűek, de bebizonyosodott, hogy nem azok.